# Heinrich Röntgen
Heinrich Röntgen (ur. w roku 1787 – zm. w 1813), niemiecki podróżnik i odkrywca, jeden z czterech studentów uniwersytetu w Getyndze rekomendowanych Josephowi Banksowi, założycielowi Towarzystwa Afrykańskiego przez Johann Friedrich Blumenbach jako przydatni do dalszej eksploracji Afryki; trzej pozostali to Friedrich Hornemann, Ulrich Seetzen i Johann Ludwig Burckhardt; wszyscy zginęli na Czarnym Lądzie.
Po zaginięciu brytyjskiego dyplomaty Benjamina Bathursta w okolicach Berlina w roku 1809, Röntgen towarzyszył żonie Bathursta, Phillidzie, gdy ta wyruszyła do Niemiec na poszukiwanie męża.